# Abraham van Smolensk
Abraham van Smolensk (Russisch: Авраамий Смоленский, Avraamij Smolenskij) (eind 12de eeuw - Smolensk, ca. 1221) was een christelijk monnik uit Rusland. Hij werd geboren in Smolensk, waar hij monnik werd in het Bogoroditzkajaklooster. Hij heeft volgens de overlevering veel mirakels verricht. Als monnik was hij erg toegewijd in zijn studie van de bijbel.
Abraham van Smolensk wordt beschreven als zijnde een mens met een streng en militair karakter, die het idee van de Dag des Oordeels zichzelf en alle anderen inprentte. Hij was zeer populair onder de leken, aangezien hij voor de zieken en onderdrukten werkte. Hij was minder populair bij de andere lokale clerus, die hem vijandig en jaloers aankeken.
Deze vijandigheid leidde uiteindelijk tot verscheidene morele en theologische klachten die hem ten laste werden gelegd. De lokale bisschop van Smolensk trof disciplinaire maatregelen tegen Abraham. Later werd gezegd dat hij door een wonder gerechtvaardigd werd. De bisschop heropende na 5 jaar de zaak tegen Abraham, en sprak hem vrij van de klachten en maakte hem tot abt van een klein plaatselijk klooster. Abraham spendeerde de rest van zijn leven in dit klooster en stierf er rond 1221. Dankzij zijn leerling Efraem is er een kleine biografie van hem bewaard gebleven.
Zijn feestdag is op 21 augustus.